# Parys
Parys (pronunciato /ˈpɑːreɪs/) è un centro abitato che affaccia sulle rive del fiume Vaal nella provincia del Free State, in Sudafrica. Il nome della città è la traduzione in lingua afrikaans di “Parigi”. Il nome fu conferito da un geometra tedesco di nome Schilbach, il quale aveva partecipato all'assedio di Parigi durante la guerra franco-prussiana e la posizione della città sudafricana accanto al fiume Vaal gli ricordava Parigi sulla Senna. L'area di Parys comprende anche i due comuni, Tumahole e Schonkenville.